# Gastroxya
Gastroxya là một chi nhện trong họ Araneidae.